# Поссе, Абель
Абе́ль Паренти́ни По́ссе (исп. Abel Parentini Posse; 7 января 1934, Кордова — 14 апреля 2023, Буэнос-Айрес) — аргентинский писатель и дипломат.

## Биография
Учился в Буэнос-Айресе, в 1959—1960 годах — в Сорбонне. Как дипломат работал в Москве (1966—1969), Лиме, Венеции, Париже, Израиле. В настоящее время проживает в Мадриде, является послом Аргентины в Испании. После избрания президентом Нестора Киршнера короткое время рассматривался как возможная кандидатура на пост министра иностранных дел.
Умер 14 апреля 2023 года.

## Творчество и признание
Поссе — автор девяти романов. Наиболее известный из них, «Райские псы», получил в 1987 году Международную премию Ромуло Гальегоса, высшую литературную награду Латинской Америки. Роман «Страсти по Эвите» был признан лучшим на конкурсе, организованном Испанской комиссией «500 лет открытия Америки». Книги Поссе переведены на английский, французский, итальянский, немецкий, португальский, голландский, шведский, чешский, украинский, эстонский, турецкий и другие языки. Ряд их был впервые опубликован на русском языке в журнале «Иностранная литература».

## Публикации на русском языке
- Райские псы // Иностранная литература. — 1992.
- Долгие сумерки путника. — М.: Иностранка: Б. С. Г.-Пресс, 2003.
- Путешествие в Агарту. — М.: Ультра. Культура, 2004.
- Страсти по Эвите. — М.: Колибри, 2005.